# West Union (Nowy Jork)
West Union – miasto w Stanach Zjednoczonych, w stanie Nowy Jork, w hrabstwie Steuben.